# Knema tenuinervia
Knema tenuinervia là một loài thực vật có hoa trong họ Myristicaceae. Loài này được W.J. de Wilde mô tả khoa học đầu tiên năm 1979.